# WZRD (album)
A WZRD album, a WZRD rock-együttes debütáló albuma, amely 2012. február 28-án jelent meg. Az albumról két kislemez jelent meg, a "Brake" és a "Teleport 2 Me, Jamie". Az album készítése alatt Kid Cudi többször is kritizálta a kiadóját, hogy nem vették eléggé komolyan a projektet. Az album egy héttel megjelenése előtt teljességében kiszivárgott.

## Számlista
Az összes dal szerzője WZRD. 
| 1.    | The Arrival                                                 | 2:51 |
| 2.    | High Off Life                                               | 5:13 |
| 3.    | The Dream Time Machine (Empire of the Sun közreműködésével) | 4:47 |
| 4.    | Love Hard                                                   | 4:37 |
| 5.    | Live & Learn                                                | 4:34 |
| 6.    | Brake                                                       | 5:04 |
| 7.    | Teleport 2 Me, Jamie (John Padgett, WZRD)                   | 3:58 |
| 8.    | Where Did You Sleep Last Night?                             | 4:13 |
| 9.    | Efflictim                                                   | 4:27 |
| 10.   | Dr. Pill                                                    | 4:12 |
| 11.   | Upper Room (P. Brown, J. Bruce, WZRD)                       | 3:12 |
| 47:12 |                                                             |      |

## Közreműködők
- Virgil Abloh – albumborító
- Jennifer Beal – producer
- P. Brown – komponálás
- J. Bruce – komponálás
- Chris Gehringer – master
- Dot da Genius – basszusgitár, dobok, billentyűk, keverés, ütőhangszerek, executive producer, komponálás, hangmérnök
- Larry Gold – karmester, vonós hangszerelés
- Noah Goldstein – hangmérnök, keverés
- Kid Cudi – dobok, gitár, billentyűk, ütőhangszerek, executive producer
- Kyledidthis – design, fényképész
- Pamela Littky – fényképész
- Nick Littlemore – hang design
- Sean F. Martin – gitár
- John Padgett – komponálás
- Michael Riley – hangmérnök
- Luke Steele – hang design
- Howie Weinberg – master
- WZRD – design, producer
- Billy Zarro – marketing, menedzser

## Slágerlisták
| Slágerlista (2012)                    | Legmagasabb pozíció |
| ------------------------------------- | ------------------- |
| Kanadai Albumok (Billboard)           | 9                   |
| US Billboard 200                      | 3                   |
| US Top Alternative Albums (Billboard) | 1                   |
| US Top Rock Albums (Billboard)        | 1                   |

| Slágerlista (2012)                    | Pozíció |
| ------------------------------------- | ------- |
| US Top Rock Albums (Billboard)        | 72      |
| US Top Alternative Albums (Billboard) | 43      |